# 平井俊榮
平井 俊榮（平井俊栄、ひらい しゅんえい、1930年11月30日 - ）は、日本の曹洞宗の僧侶、仏教学者。駒澤大学名誉教授。中国仏教専攻。

## 来歴
岩手県出身。駒澤大学仏教学部卒。東京大学大学院印度哲学博士課程中退。1974年「吉蔵を中心とする三論学派の研究」で東大文学博士。駒澤大学仏教学部助教授、教授、副学長、1990年学長。2001年名誉教授。岩手県山田町宝珠院住職。
1980年「阿毘達磨倶舎論索引」(平川彰ら全5名での共同研究、全3巻、大蔵出版)で日本学士院賞受賞。
2004年4月瑞宝中綬章受章。

## 著書
- 『中国般若思想史研究 吉蔵と三論学派』春秋社 1976年
- 『法華文句の成立に関する研究』春秋社 1985年
- 『法華玄論の註釈的研究』春秋社 1987年
- 『続・法華玄論の註釈的研究』春秋社 1996年

### 訳注
- 『般若経』 筑摩書房〈仏教経典選〉 1986年／ちくま学芸文庫 2009年。般若心経、金剛般若経、大品般若経の訳・注解

- 『大乗仏典 中国・日本篇 第2巻』中央公論社 1990年。僧肇「肇論」、吉蔵「三論玄義」の現代語訳
- 『毘曇部 6・7 成実論』「新国訳大蔵経 インド撰述部」大蔵出版 1999-2000年。荒井裕明・池田道浩共校註

### 監修・記念論集
- 『三論教学の研究』監修 春秋社 1990年
- 『三論教学と仏教諸思想 平井俊榮博士古稀記念論集』春秋社 2000年

## 論文
- Cinii